# Dương xỉ tóc thần
Adiantum capillus-veneris hay còn gọi là dương xỉ tóc thần, tóc vệ nữ, là một loài thực vật có mạch trong họ Adiantaceae. Loài này được L. miêu tả khoa học đầu tiên năm 1753.

## Hình ảnh

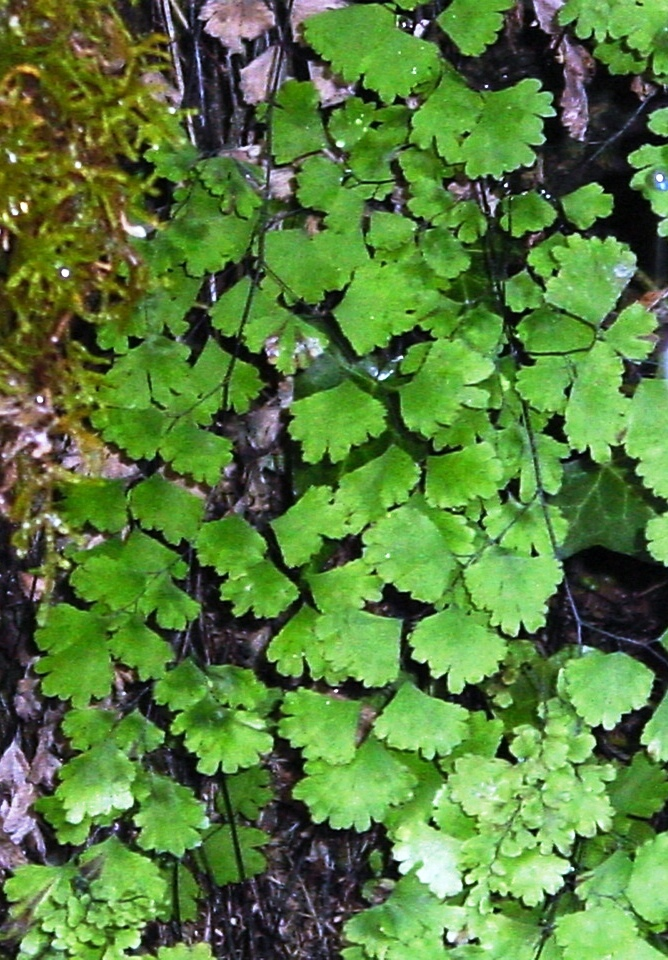
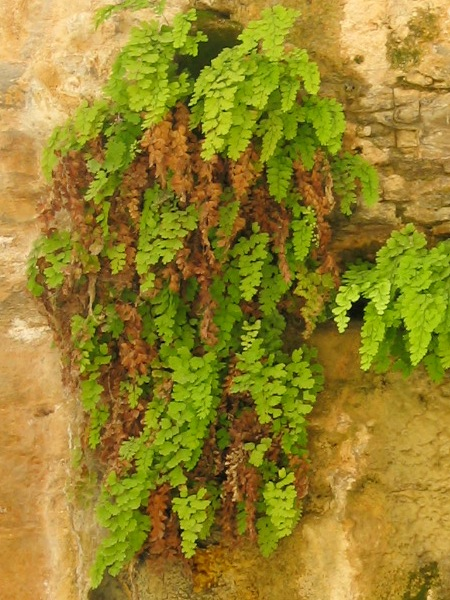
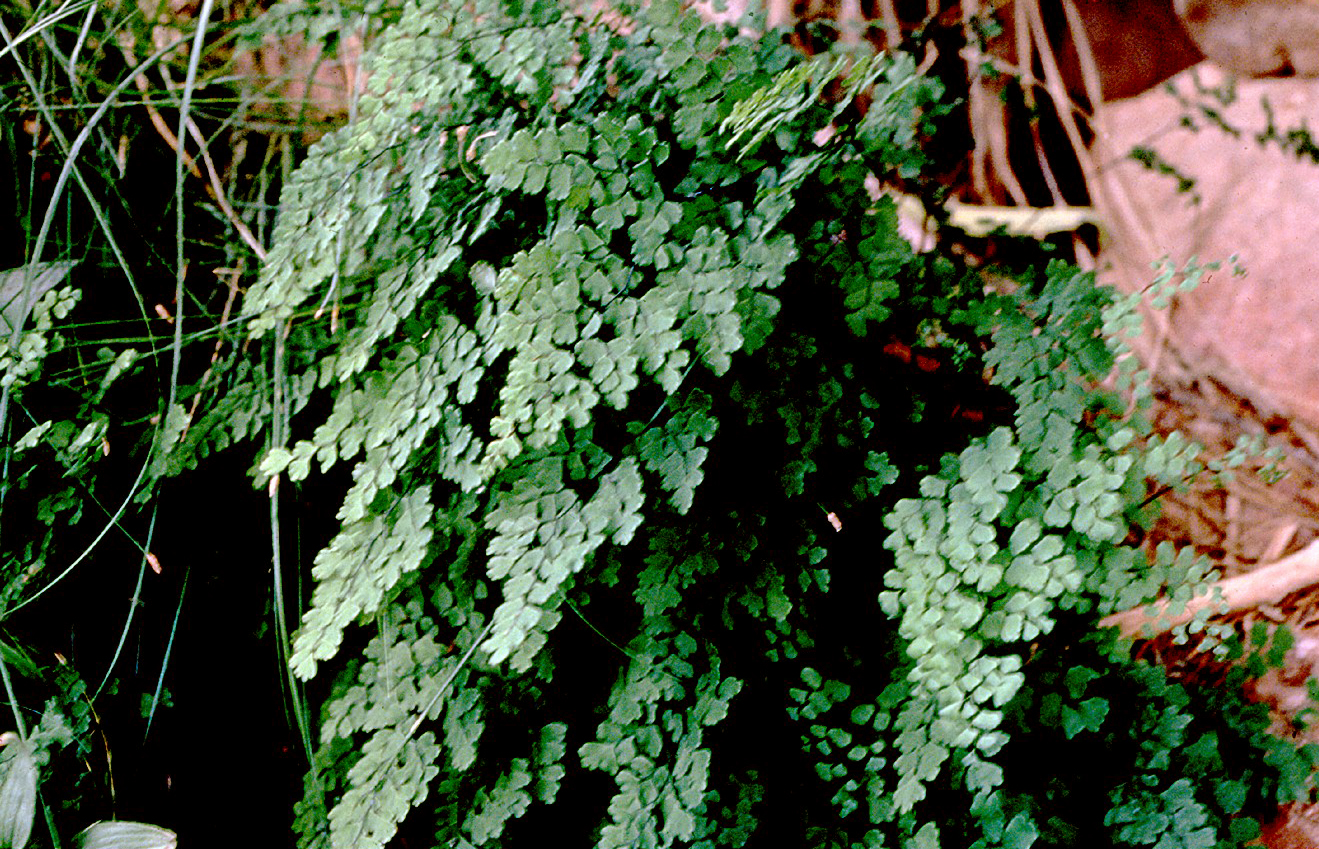
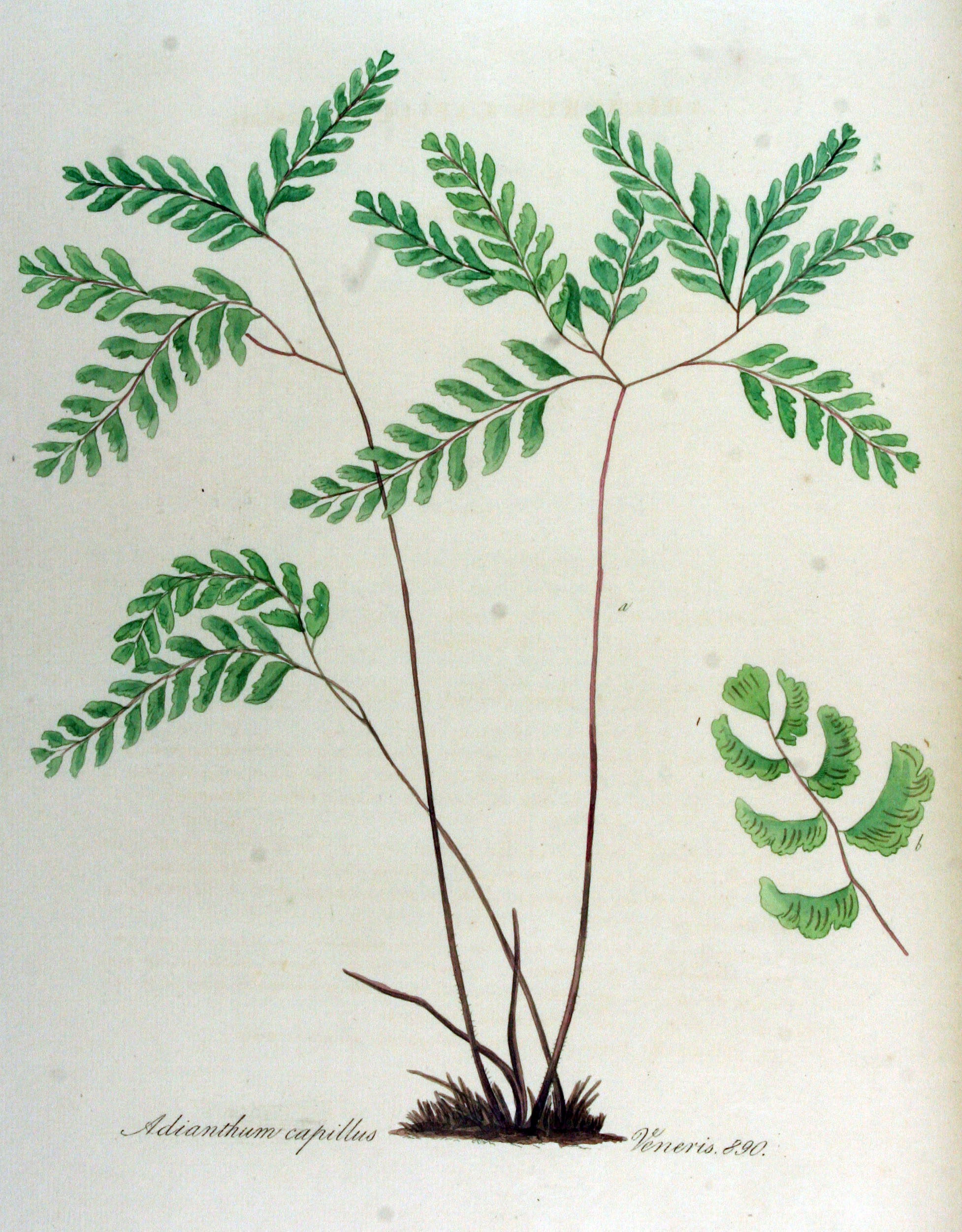